# 2018~2019년 남태평양 사이클론
2018~2019년 남태평양 사이클론 (2018~2019 South Pacific cyclone season)은 남태평양에서 2018년 7월부터 2019년 5월까지 활동한 사이클론들의 활동에 대해 기록한 문서이다. 2018년 9월 26일 사이클론 리우어의 발생을 시작으로 사이클론 5개가 발생하였다.

## 같이 보기
- 2018~2019년 남서인도양 사이클론
- 2018~2019년 오스트레일리아 근해 사이클론